# Odrihei, Mureș
Odrihei este un sat în comuna Coroisânmărtin din județul Mureș, Transilvania, România.

## Istoric
Prima atestare documentară a satului este din anul 1332.

## Obiectiv memorial

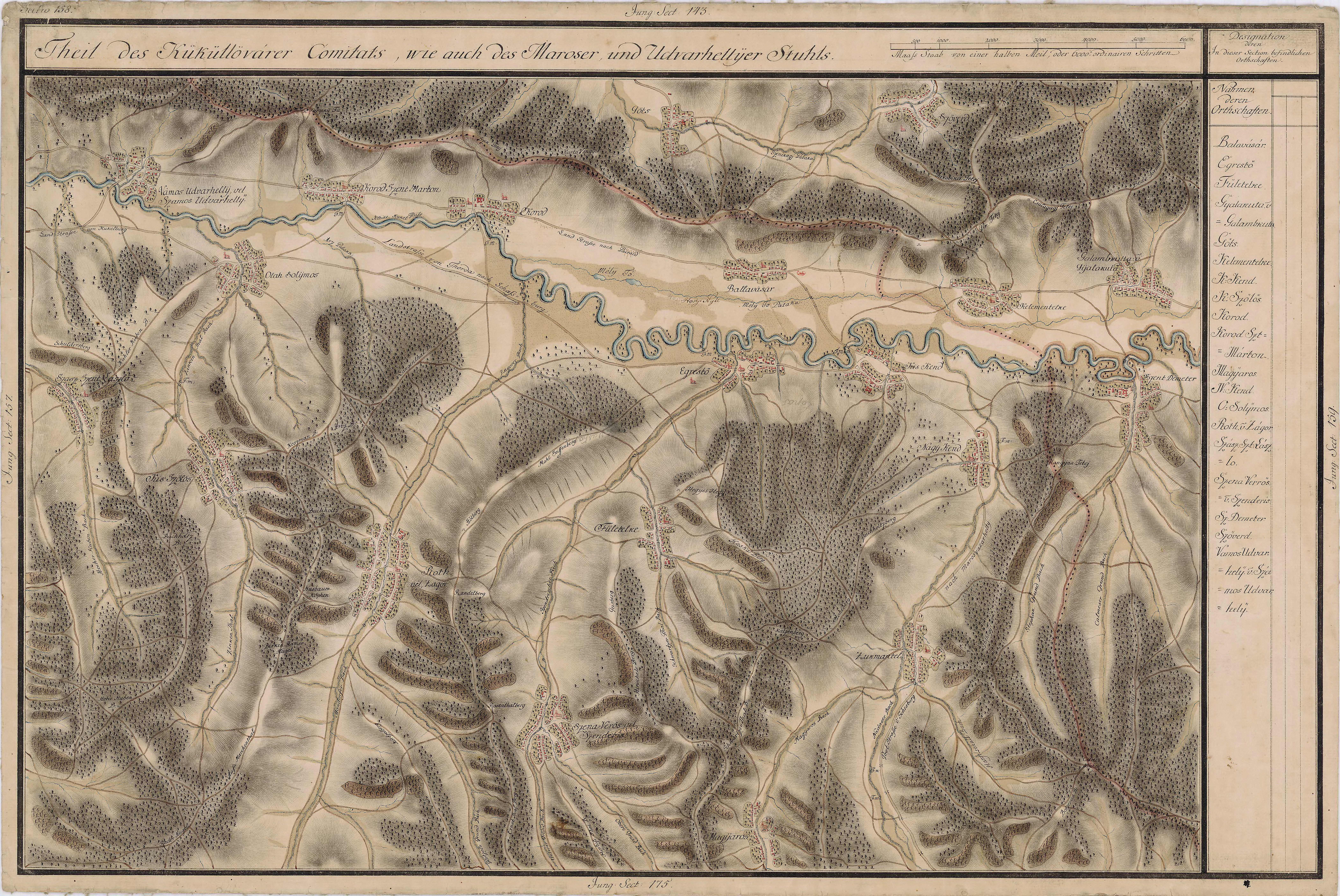
Odrihei în Harta Iosefină a Transilvaniei, 1769-73

Cimitirul Eroilor Români din Al Doilea Război Mondial a fost amenajat în anul 1944 și are o suprafață de 300 mp. În acest cimitir sunt înhumați 24 eroi cunoscuți și 10 eroi necunoscuți, în morminte individuale. 

## Galerie de imagini

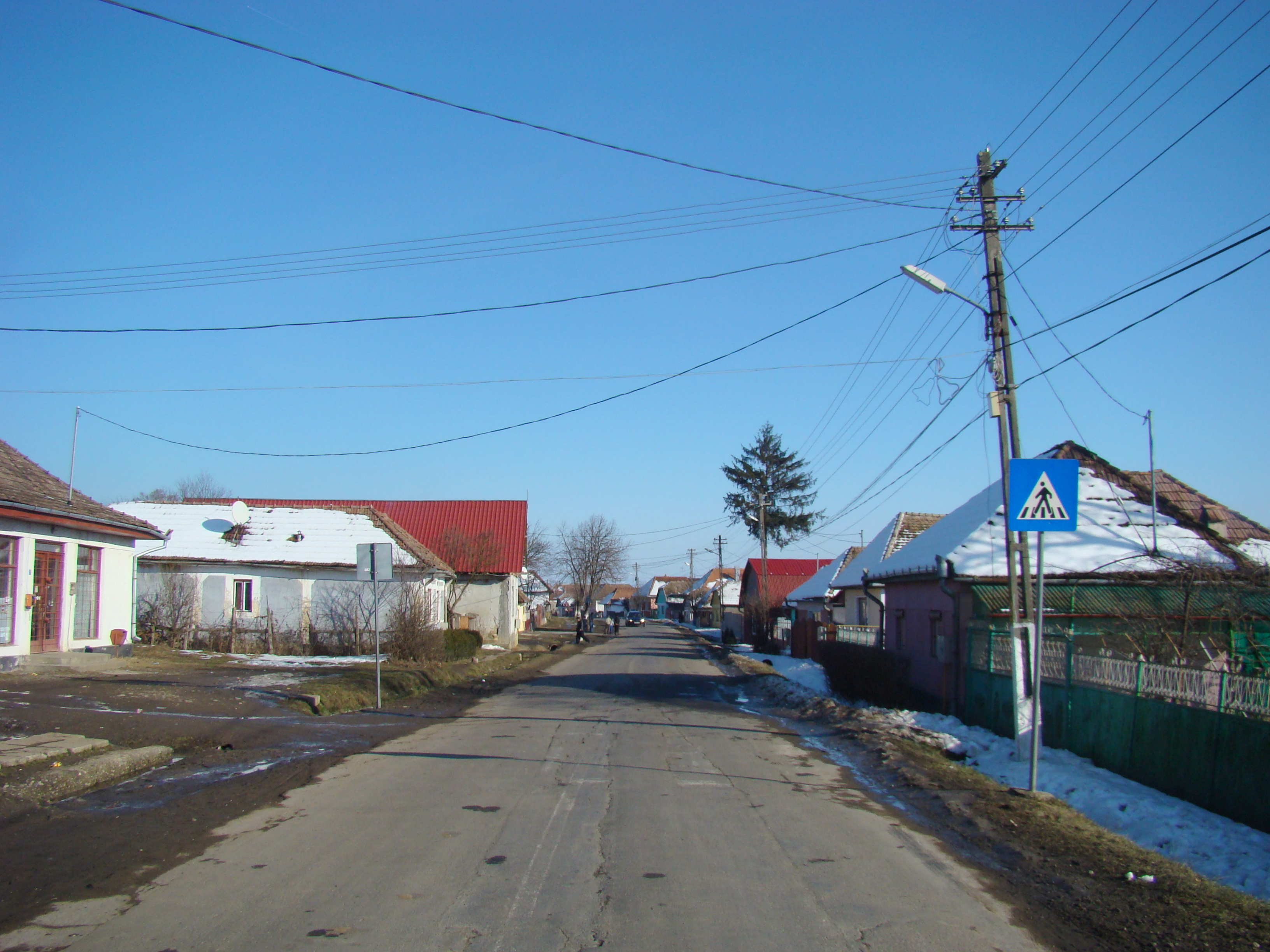
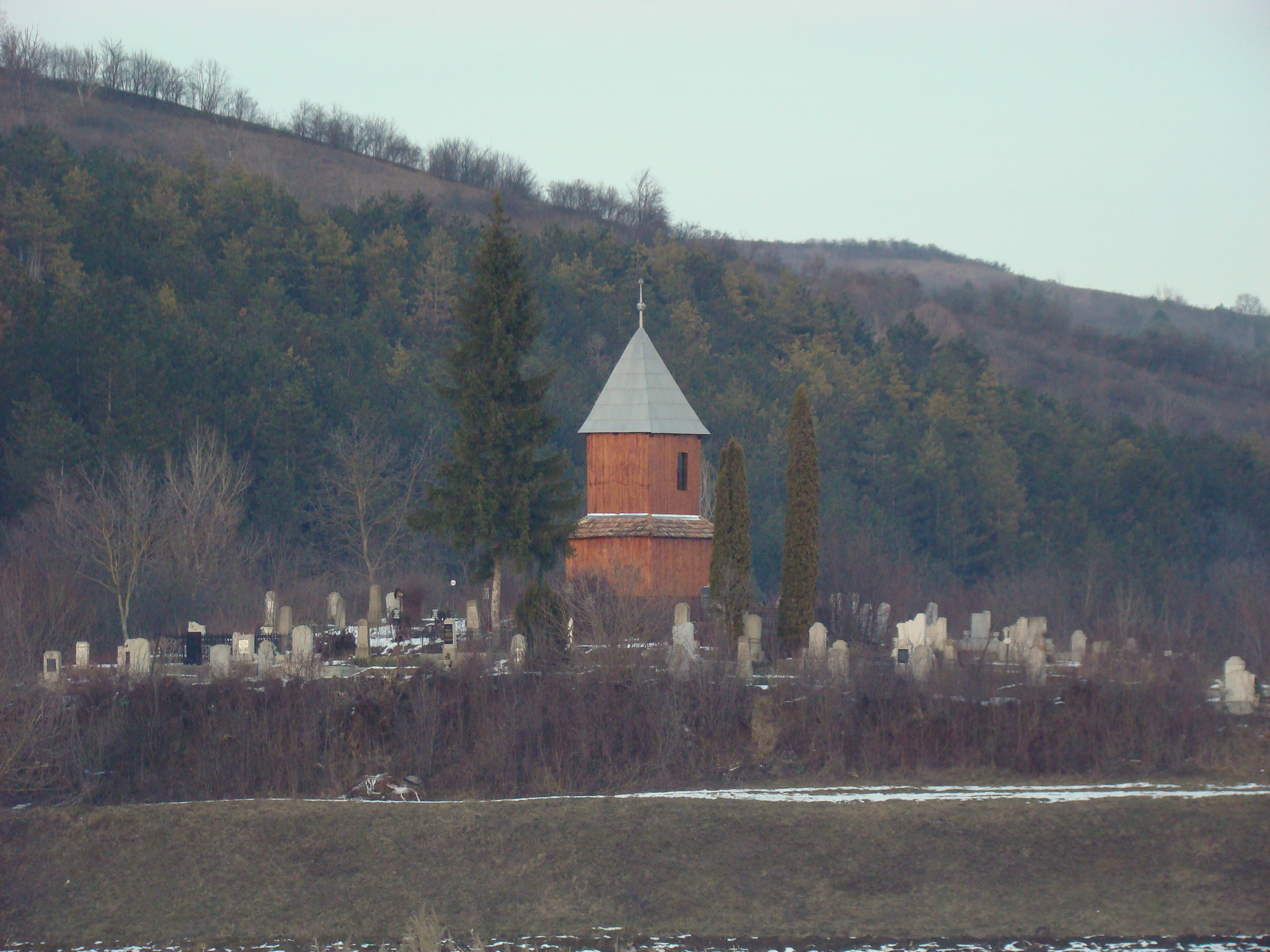
Clopotnița și cimitirul reformat
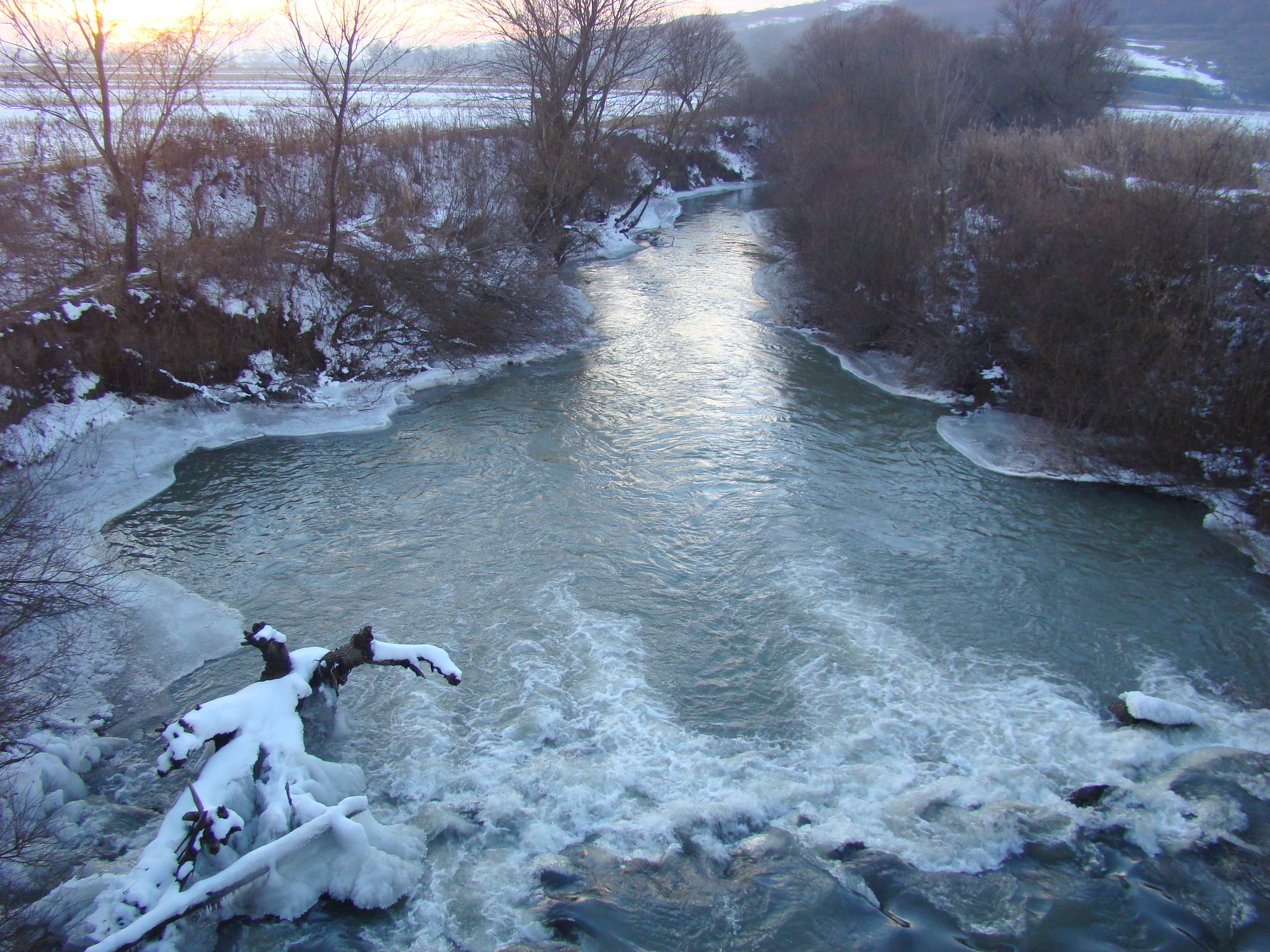
Râul Târnava Mică la Odrihei

1. ↑  Coriolan Suciu (1968). „Dicționar istoric al localităților din Transilvania (literele O-Z)” (PDF). Accesat în 14 martie 2024.